# Quarto stile

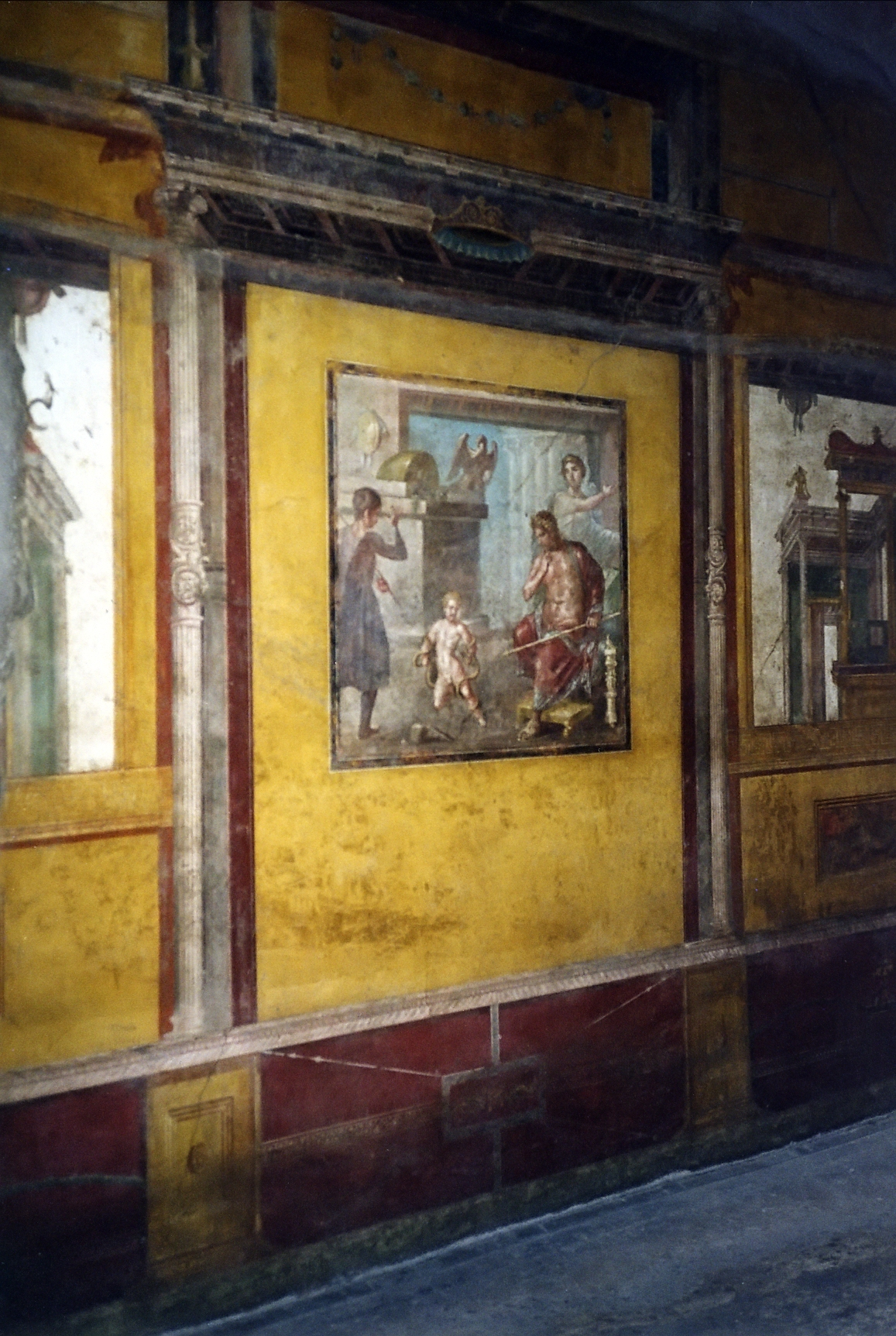
Affresco in quarto stile nella Casa dei Vettii (Ercole bambino)

Il quarto stile pompeiano è uno dei quattro "stili" (ma sarebbe più corretto parlare di schemi decorativi) della pittura romana. 

## Descrizione
Detto dell'illusionismo prospettico, si affermò in età neroniana e si distingueva dagli altri per l'inserimento di architetture fantastiche e di grande scenicità (Casa dei Vettii a Pompei e Domus Aurea a Roma). Se gli stili precedenti sono caratterizzati da architetture plausibili, il "quarto stile", invece (così come il "terzo stile"), presenta delle architetture improbabili, bidimensionali e puramente decorative, dal tratto fortemente calligrafico. Adoperando un paragone anacronistico, potremmo paragonare il "quarto stile" alla frivolezza e all'iperdecorativismo del rococò. L'inizio di questo stile è documentabile a Pompei subito dopo il 60 d.C.: gran parte delle ville pompeiane furono infatti decorate con pitture in questo stile dopo la ricostruzione della città a seguito del disastroso terremoto di Pompei del 62.
Il quarto stile si caratterizza per una grande ricchezza decorativa, ma nessun elemento nuovo. Si trattò infatti di un revival di elementi e formule decorative già sperimentate in precedenza: tornano di moda, infatti, le imitazioni dei rivestimenti marmorei, le finte architetture e i trompe-l'œil caratteristici del secondo stile, ma anche le ornamentazioni con candelabri, figure alate e tralci vegetali, caratteristici del terzo stile. 
Esempi pompeiani di grande pregio si trovano nella Casa dei Vettii e nella Casa dei Dioscuri, decorati probabilmente da artisti della stessa bottega.
Altro esempio di quarto stile lo si ritrova, sempre a Pompei, nella Casa del Menandro, nel cui atrio sono presenti pregevoli quadretti con episodi della guerra di Troia; uno dei più rappresentativi è quello che raffigura l'incontro di Priamo, Menelao ed Elena nella reggia, mentre Aiace insegue Cassandra, che cerca inutilmente difesa presso il Palladio.

## Galleria d'immagini

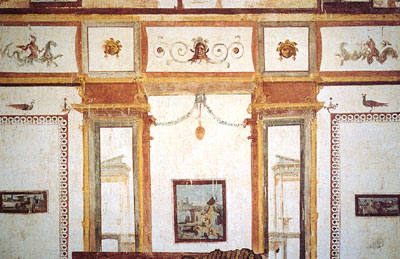
Domus aurea, Roma
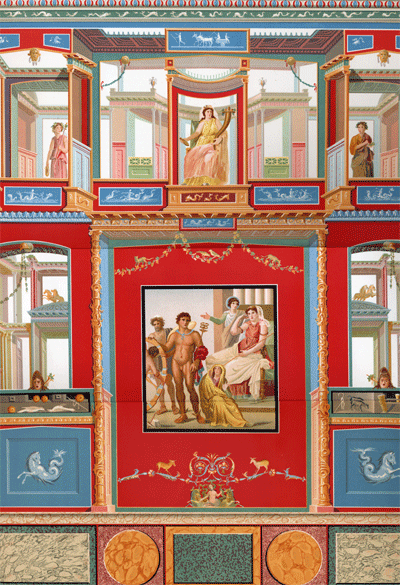
Ricostruzione dalla Casa dei Vettii, Pompei
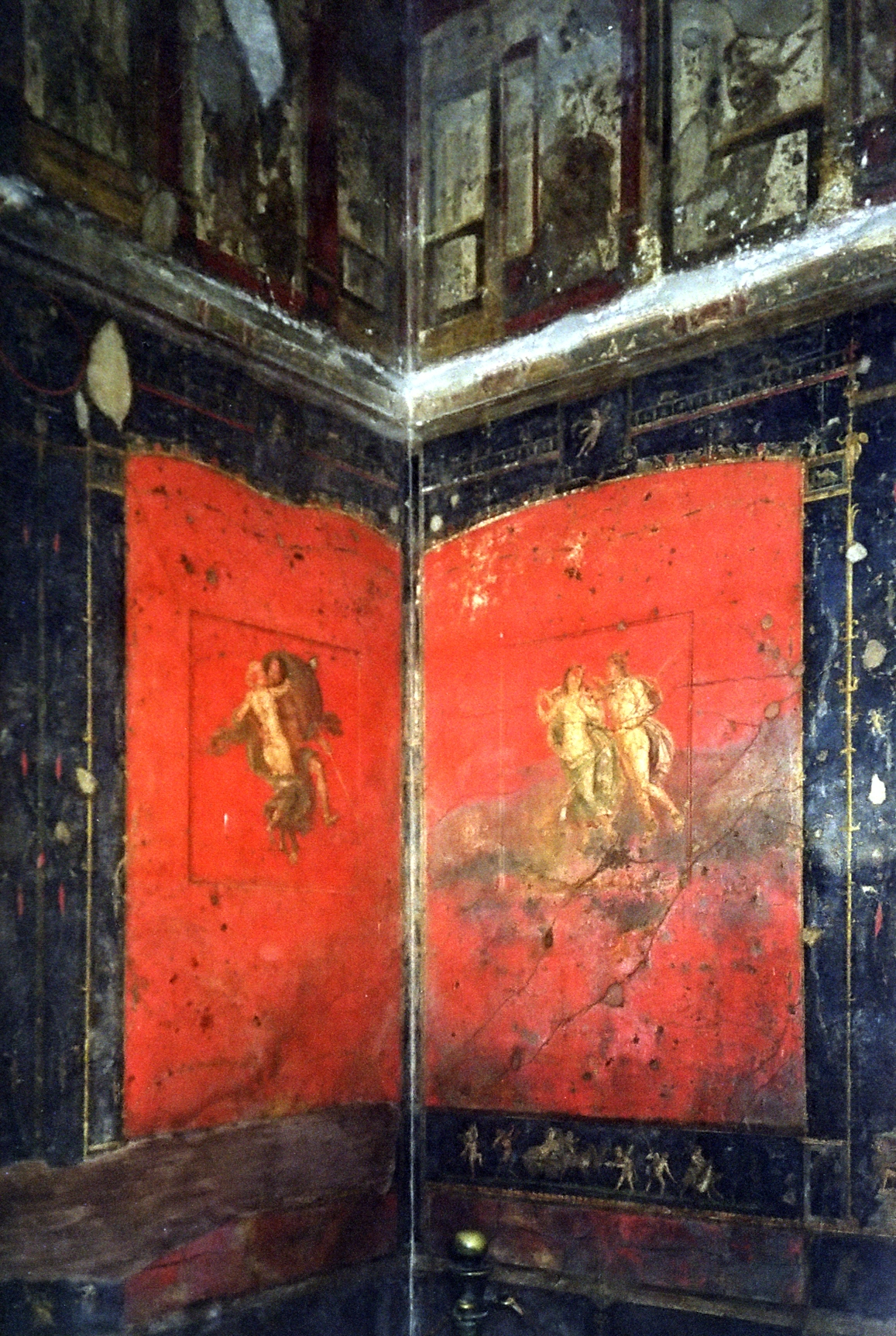
Casa dei Vettii, Pompei, oecus
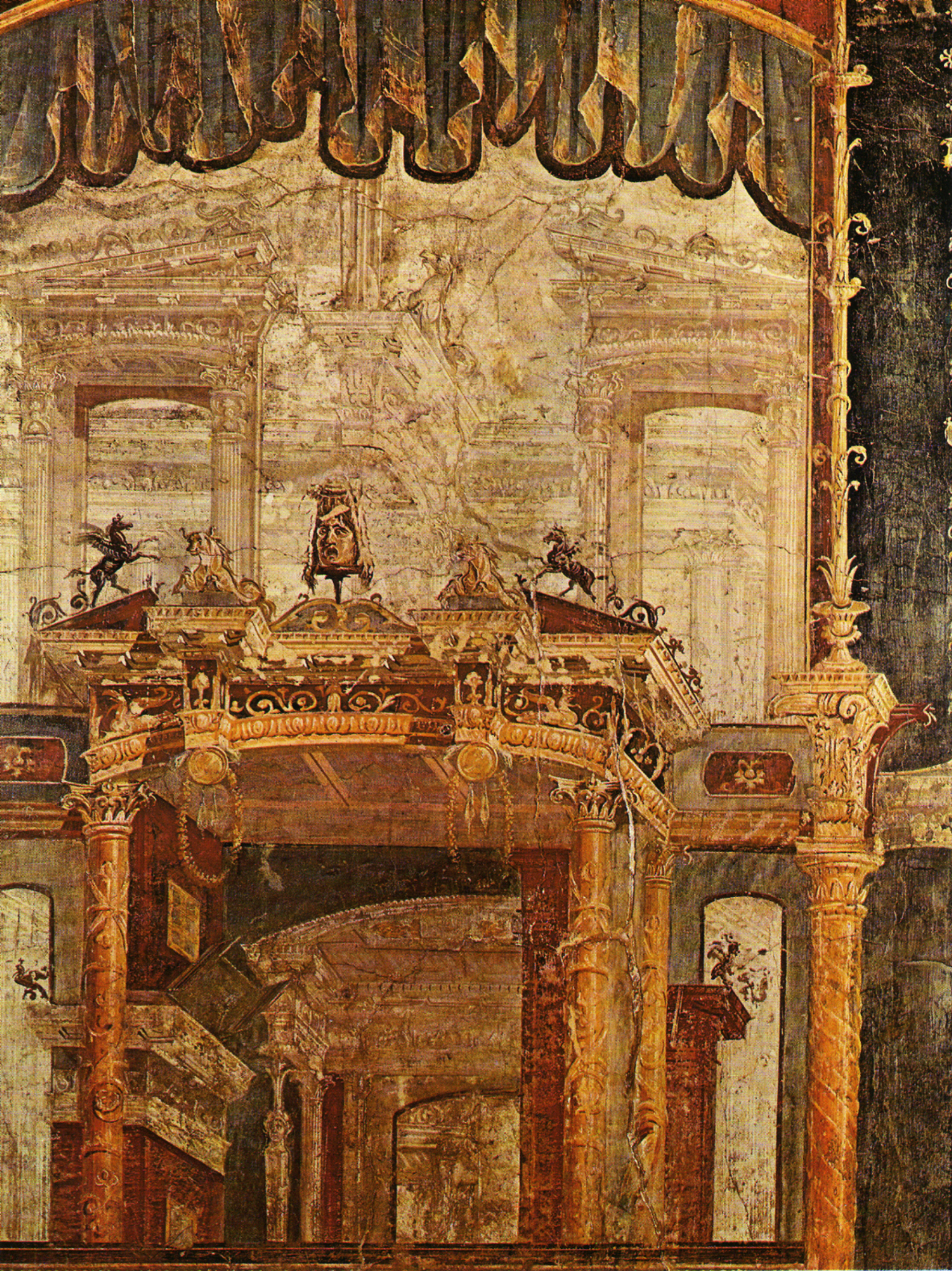
Ercolano, palestra